# Corrente dell'Alaska

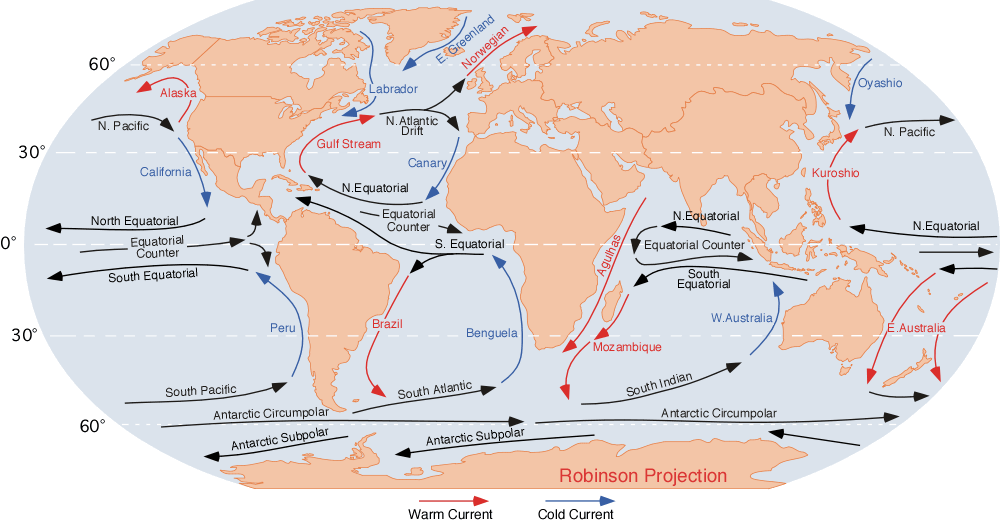
Le principali correnti oceaniche

La corrente dell'Alaska è una corrente oceanica relativamente calda che fluisce in direzione sudovest lungo le coste della Columbia Britannica e dell'Alaska sud-orientale.

## Caratteristiche
La corrente si origina da una deviazione verso nord di una porzione della corrente del Pacifico settentrionale, quando questa corrente incontra la costa occidentale del continente nordamericano. Forma una parte del grande vortice oceanico antiorario nel golfo dell'Alaska.
A differenza delle tipiche acque sub artiche del Pacifico, la corrente dell'Alaska è caratterizzata da temperature al di sopra dei 4 °C e da salinità superficiali al di sotto di 32,6 parti per mille.
Nella parte settentrionale del golfo dell'Alaska, la corrente dell'Alaska diventa il flusso dell'Alaska, con origine vicino all'isola Kodiak e che si dirige verso sudovest lungo la penisola di Alaska. 
La corrente dell'Alaska produce grandi vortici in senso orario in due zone: a ovest delle isole Haida Gwaii (vortici di Haida) e a ovest di Sitka (vortice di Sitka).